# Камэда, Томоки
Томоки Камэда (яп. 亀田和毅, род. 12 июля 1991 года в Осаке, Япония) — японский боксёр-профессионал, выступающий в легчайшей весовой категории (англ. Bantamweight). Чемпион мира в легчайшей (по версии WBO, 2013—2014) и второй легчайшей (по версии WBC, 2018—н. в.) весовых категориях.

## Профессиональная карьера
1 августа 2013 года победил по очкам боксёра из Намбии Паулуса Амбунду (20-0), и стал новым чемпионом мира по версии WBO.
9 мая 2015 года в бою за титул чемпиона мира по версии WBA проиграл по очкам боксёру из Великобритании Джейми МакДоннеллу (25-2-1), и потерпел первое поражение в профессиональной карьере.
6 сентября 2015 года в бою-реванше за титул чемпиона мира по версии WBA проиграл по очкам боксёру из Великобритании Джейми МакДоннеллу (26-2-1), и потерпел второе поражение в профессиональной карьере.
12 ноября 2018 года победил по очкам испанца Абигейла Медину и завоевал титул временного чемпиона мира по версии WBC во втором легчайшем весе.

## Интересные факты
- Вместе с родными братьями Коки и Дайки являлся действующими чемпионами мира по боксу.